# إعلان الجمهورية الأيرلندية

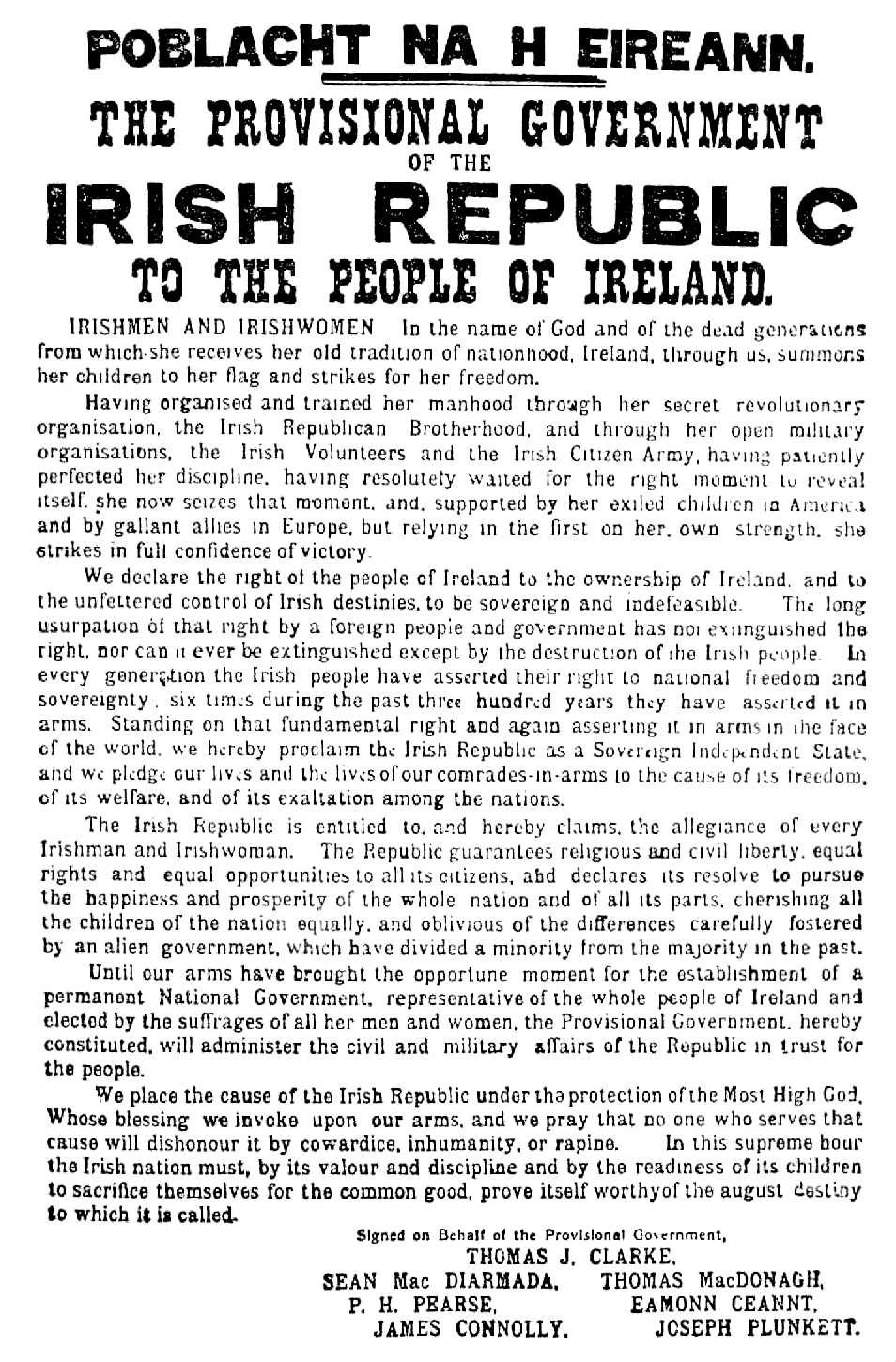
وثيقة استقلال إيرلند

إعلان الجمهورية الأيرلندية (بالأيرلندية: Forógra na Poblachta، ويُدعى أيضًا إعلان 1916 أو إعلان عيد الفصح) إعلان أصدره «المتطوعون الأيرلنديون» و«الجيش المدني الأيرلندي» في ثورة عيد الفصح التي اندلعت بأيرلندا في 24 إبريل 1916. أعلن فيه المجلس العسكري الخاص بـ«الإخوان الجمهوريين الأيرلنديين» –الذي دعا نفسه «الحكومة المؤقتة للجمهورية الأيرلندية»– استقلال أيرلندا عن المملكة المتحدة. كان جهْر باتريك پيرس بالإعلان خارج مكتب البريد العام بشارع ساكفيل (المدعو حاليًّا شارع أوكونيل، وهو شارع دُبْلِن الرئيس) بداية الثورة. حاكى الإعلان إعلان استقلال آخر صدر أثناء تمرد روبرت إيميت في 1803.

## مبادئ الإعلان
صحيح أن الثورة فشلت من الناحية العسكرية، لكن مبادئ الإعلان أثرت تأثيرًا كبيرًا في تفكير الأجيال السياسية اللاحقة. نوهت الوثيقة بعدة أشياء:
- أن قادة الثورة متحدثون باسم أيرلندا (زعم زعمته كل حركات التمرد الأيرلندية على مر التاريخ)،
- أن الثورة موجة جديدة لنيل الاستقلال بالسلاح،
- أن الإخوان الجمهوريين الأيرلنديين والمتطوعين الأيرلنديين والجيش المدني الأيرلندي– من أُسس الثورة،
- «حق الشعب الأيرلندي في سيادة أيرلندا»،
- أن الحكومة ستكون جمهورية،
- ضمان «الحرية الدينية والمدنية، والمساوة في الحقوق والفرص للمواطنين كافة»، وهذا أول إشارة إلى المساوة بين الجنسين، إن وضعنا في حسباننا أن القانون البريطاني لم يكن يسمح للأيرلنديات بالتصويت،
- ضمان عمومية التصويت، وهذا شيء كان حينئذ نادرًا، لا يطبقه إلا بضع دول، ليس منها المملكة المتحدة، التعهد بـ«المساواة في رعاية جميع أطفال البلد». هذه الكلمات أخذ المدافعون عن حقوق الطفل يقتبسونها من التسعينيات، لكن الحق أن المقصود بـ«أطفال البلد» جميع الأيرلنديين.[1]
- خلافات القوميين والنقابيين راجعة إلى «شقاقات زرعتها حكومة أجنبية بحرص»، وفي هذا رفض لما سُمِّي لاحقًا «نظرية الشَّعبَيْن».

## طباعة النص وتوزيعه
طُبع الإعلان سرًّا قبل الثورة، في مبنى «ليبرتي هول» لدى رصيف ميناء إيدن (المقر الرئيس للجيش المدني الأيرلندي). بسبب سِرّية الطباعة، نشأت مشكلات أثرت في تصميم الإعلان وتنسيقه. أدى نقص حروف الطباعة تحديدًا إلى طباعة الوثيقة على مرتين، فطُبع نصفها الفوقاني أولًا، ثم طُبع نصفها التحتاني على الورق نفسه. نضَّد حروفَ الطباعة: ويلي أوبراين، ومايكل مولوي، وكريستوفر برادي. حروف الطباعة التي كانت بين أيديهم لم تكن متسقة حجمًا وبُنْطًا، فكان في الوثيقة كلمات مكتوب كل منها بحروف متنافرة.
يلمِّح نص الإعلان إلى أن قادة الثورة وقّعوا نسخة أصلية له، لكن لم يَظهر على هذا دليل قط، ولا ذكرت السجلات المعاصرة وجود نسخة موقَّعة فعلًا. وإن حصل أنهم وقَّعوا نسخة حقًّا، فما كان أسهل أن يدمرها شخص –في الجيش البريطاني مثلًا، أو من العوامّ، أو مشارك في الثورة أراد محو دليل تورُّط– لا يقدِّر أهميتها التاريخية. زعم مولوي لاحقًا أنه أعد الوثيقة بناء على نسخة مكتوبة بخط اليد، وأن التوقيعات كانت معها على ورقة منفصلة دمرها بمضغها وهو في السجن، لكن طعن في زعْمه هذا ثوريون آخرون. ذكر مولوي أيضًا أن كونلي طلب أن تكون الوثيقة مشابهة لإعلانات دَلَّالي المزادات من حيث التصميم العام.
بقي إلى وقتنا هذا 30 نسخة أصلية، منها واحدة في «متحف الطباعة الوطني». طُبعت فيما بعد نُسخ طبق الأصل، وُزعت أحيانًا على أنها نسخ أصلية. عندما استعاد البريطانيون مبنى ليبرتي هول، وجدوا الطابعة وحروفها الخاصة بالنصف التحتاني كما هي جاهز للاستعمال، فطبعوا بها سريعًا بضع نُسخ تذكارية، وانتشرت هذه النسخ «النِّصفية» بعدئذ. بل قال جيمس موزلي إن النسخ الأصلية الكاملة سرعان ما شَحَّت أثناء الفوضى والاضطراب، إلى حد أن شرطة دبلن فشلت بعد نحو شهر واحد في العثور على واحدة منها لتضمها إلى ملفاتها.

## الموقِّعون
أسماء الموقعين بترتيبها في الإعلان:
- توماس جيمس كلارك
- شون ماك ديرمادا
- توماس ماكدونا
- پاتريك هنري پيرس
- إيمون كِنت
- جيمس كونلي
- جوزيف پلَنْكيت

أحيانًا ما يُطرح سؤال: لماذا كان توماس كلارك (جمهوري من قدامى المحاربين) هو أول الموقعين، لا پيرس؟ لو كان ترتيب الأسماء أبجديًّا، لكان اسم إيمون في الأول. قالت أرملة كلارك في مذكراتها إن اسمه كُتب أولًا لأن المتفَق عليه في الخطة الأصلية كان تنصيبه رئيسًا للحكومة المؤقتة، بصفته محاربًا قديمًا مشهورًا. تفسير منطقي بلا جدال، لولا أن نفاه بعض مَن شاركوا في الثورة. كُرم پيرس في وثائق لاحقة بوضع اسمه أولًا، لكن بصفته «القائد العام لقوات الجمهورية الأيرلندية، ورئيس الحكومة المؤقتة»، لا بصفته «رئيس الجمهورية». لم يستقر المؤرخون حتى الآن على جواب هذا اللغز: أكان المتفق عليه تعيين كلارك رئيسًا رمزيًّا للدولة وپيرس رئيسًا للحكومة، أم كان لِپيرس من البداية الدور الرئيس، بلا تحديد واضح لِلَقَبه في البيانات؟!
عقب الثورة أعدم الجيش البريطاني جميع الموقِّعين، بتهمة الخيانة في فترة الحرب (الحرب العالمية الأولى). كان جيمس كونلي قد أُصيب في القتال، فأُعدم على كرسي. هذه الإعدامات عَدَّها القادة السياسيون البريطانيون في البداية طائشة بعيدة عن الحكمة، ثم رأَوها بعدئذ كارثية، إذ تندَّم رئيس الوزراء البريطاني هربرت أسكويث –ومِن بعده رئيس الوزراء ديفيد لويد جورج– على السماح للجيش البريطاني بمحاكمة القادة بالقانون العسكري الخاص بزمن الحرب، بدلًا من محاكمتهم بالقانون الجنائي المدني.